# Вільштедт
Вільштедт (нім. Wilstedt) — громада в Німеччині, розташована в землі Нижня Саксонія. Входить до складу району Ротенбург-на-Вюмме. Складова частина об'єднання громад Тармштедт.
Площа — 18,26 км2. Населення становить 1739 ос. (станом на 31 грудня 2021).